# Forum delle isole del Pacifico
Il Forum delle isole del Pacifico (Pacific Islands Forum, PIF) è un'organizzazione internazionale che ha come obiettivi l'accrescimento della cooperazione tra i paesi indipendenti dell'oceano Pacifico e la rappresentazione dei loro interessi. Fu fondata nel 1971 come  "Forum del Pacifico del sud", il nome fu cambiato nel 2000 per riflettere meglio la corretta localizzazione geografica dei suoi stati membri presenti sia nel nord che nel sud del Pacifico.
Gli Stati membri del Forum sono: Australia, le Isole Cook, gli Stati Federati di Micronesia, Figi, Kiribati, le Isole Marshall, Nauru, la Nuova Zelanda, Niue, Palau, Papua Nuova Guinea, Samoa, le Isole Salomone, Tonga, Tuvalu e Vanuatu. Dal 2006 sono membri associati la Nuova Caledonia e la Polinesia Francese.
Le decisioni del Forum sono attuate dal Segretariato delle isole del Pacifico (PIFS, Pacific Islands Forum Secretariat) che si sviluppò dall'Ufficio del Pacifico del sud per la cooperazione economica (SPEC, South Pacific Bureau for Economic Cooperation). Oltre al suo ruolo di armonizzatore delle posizioni della regione su varie questioni di politica e di polizia; il Segretariato del Forum ha anche quello di programmatore tecnico nello sviluppo economico, nel trasporto e nel commercio, e presiede il Consiglio delle organizzazioni regionali del Pacifico (CROP, Council of Regional Organisations in the Pacific).
La Nuova Zelanda e l'Australia sono le nazioni più popolose (con l'eccezione di Papua Nuova Guinea), e ricche del Forum. La popolazione dell'Australia è circa il doppio degli altri 15 membri uniti e la sua economia è cinque volte più grande. Le forze militari e di polizia della Nuova Zelanda e dell'Australia hanno recentemente preso parte a delle operazioni regionali di peacekeeping/stabilizzazione in Papua Nuova Guinea (a Bougainville), Isole Salomone (2003-), Nauru (2004-) e Tonga (2006-). Molti sforzi regionali hanno avuto mandato dalla Dichiarazione di Biketawa che fu adottata nel XXXI Summit dei leader del Forum delle isole del Pacifico, tenutosi a Kiribati nell'ottobre del 2000.
Il 9 febbraio 2021 i cinque presidenti della macroregione della Micronesia (Stati Federati di Micronesia, Kiribati, Isole Marshall, Nauru e Palau), a seguito di una videoconferenza, hanno deciso di lasciare formalmente il Forum a causa dello scarso interessamento verso la regione da parte degli altri Stati membri e per la scorrettezza delle elezioni del Segretario Generale. Soltanto le Kiribati hanno eseguito il ritiro ma vi hanno rinunciato il 30 gennaio 2023, dopo neanche un anno.

## Storia
Il primo incontro del Forum del Sud Pacifico fu avviato dalla Nuova Zelanda e si tenne a Wellington dal 5 al 7 agosto del 1971, con la presenza di sette paesi rappresentati dal primo ministro della Samoa Occidentale, dal presidente di Nauru, dal primo ministro di Tonga, dal premier delle Isole Cook, dal Primo Ministro delle Figi, dal ministro australiano per i territori esterni e dal primo ministro della Nuova Zelanda. Fu una discussione privata ed informale su un'ampia gamma di questioni di interesse comune, concentrata sulle questioni che hanno un effetto diretto sulla vita quotidiana della popolazione delle isole del Sud Pacifico, dedicando particolare attenzione al commercio, alla navigazione, al turismo e all'educazione. Dopo questo fu tenuto, a rotazione, un incontro annualmente in un paese membro. Nel 1999 il XXX Forum del Sud Pacifico decise di trasformarsi nel Forum delle isole del Pacifico, con metodi di discutere e organizzazione relativamente più ampie e formali. Immediatamente dopo l'incontro annuale del Forum a livello dei capi di governativo, è condotto il Dialogo Post Forum (PFD) a livello ministeriale.
Il 17 ottobre 1994 gli è stato riconosciuto lo status di osservatore dell'Assemblea generale delle Nazioni Unite.

### Sospensione delle Figi
Nell'agosto 2008, il Forum ha minacciato di sospendere le Figi se queste ultime non si fossero impegnate a tenere le elezioni generali entro marzo 2009. Successivamente, in una riunione speciale dei leader del Forum delle Isole del Pacifico tenutasi in Papua Nuova Guinea nel gennaio 2009, i leader del Forum hanno fissato una scadenza al 1 maggio, data entro la quale le Figi devono fissare una data per le elezioni entro la fine dell'anno. Le Figi hanno rifiutato la scadenza. Di conseguenza, il 2 maggio, le Figi sono state sospese a tempo indeterminato dalla partecipazione al Forum con effetto immediato. Toke Talagi, Presidente del Forum delle Isole del Pacifico e Premier di Niue, ha descritto la sospensione come "particolarmente opportuna anche in considerazione del recente inquietante deterioramento della situazione politica, legale e dei diritti umani nelle Figi dal 10 aprile 2009". Ha descritto le Figi come "un regime che mostra un tale totale disprezzo per i diritti umani fondamentali, la democrazia e la libertà" che riteneva contravvenisse all'appartenenza al Forum delle Isole del Pacifico. Talagi ha sottolineato, tuttavia, che le Figi non erano state espulse e che sarebbero state accolte nuovamente nell'ovile quando fossero tornate sulla strada della "democrazia costituzionale, attraverso elezioni libere ed eque".
La sospensione delle Fiji del 2009 ha segnato la prima volta che un paese è stato sospeso dal Forum delle Isole del Pacifico nella storia dell'organizzazione.
A seguito delle elezioni generali delle Figi del 17 settembre 2014, il Forum ha revocato la sospensione delle Figi il 22 ottobre 2014.

### Ritiro della Micronesia
Dopo l'elezione di Henry Puna a Segretario generale nel febbraio 2021 durante un incontro virtuale, Palau ha minacciato di lasciare il Forum, sostenendo che era stato violato un "gentlemen's agreement" per ruotare la posizione tra Melanesia, Micronesia e Polinesia. Puna aveva vinto un ballottaggio con un voto (9–8) contro Gerald Zackios dell'Isole Marshall, sostenuto da cinque nazioni della Micronesia. Il 4 febbraio Palau ha formalmente interrotto la sua partecipazione al forum, adducendo che "il processo di nomina del Segretario generale ha chiaramente indicato alla Repubblica di Palau che l'unità, il regionalismo e la Pacific Way non guidano più il Forum", e ha chiuso la sua ambasciata alle Figi. Il 6 febbraio, il presidente del Forum ha risposto alle accuse, affermando che c'era una decisione consensuale a seguito di un processo concordato e che "abbiamo sostenuto i nostri principi e valori caratterizzati dalla via del Pacifico". L'8 febbraio il Congresso Nazionale di Palau ha approvato formalmente una risoluzione congiunta, a sostegno della decisione presa dal presidente Surangel Whipps Jr. di lasciare il Forum. Whipps ha dichiarato che Puna deve dimettersi per far rientrare Palau nel Forum.
Dopo la decisione di Palau di lasciare il Forum, molti altri paesi partecipanti hanno manifestato l'intenzione di rivedere la propria adesione. In generale, i paesi della Micronesia, con popolazioni ed economie più piccole, si sono lamentati di essere stati messi da parte da paesi più grandi, tra cui Australia, Fiji, Nuova Zelanda e Papua Nuova Guinea. C'era stato un solo Segretario generale della Micronesia del FIP. Il giorno dopo il ritiro di Palau, i parlamentari delle Isole Marshall, che in precedenza avevano sostenuto Zackios, hanno chiesto al governo di rivedere la sua partecipazione al Forum, ma si sono opposti al ritiro. Gli Stati Federati di Micronesia e Nauru hanno messo in discussione la loro partecipazione al forum. Il presidente di Nauru Lionel Aingimea ha segnalato la sua intenzione di ritirarsi, affermando che "se questo è il modo in cui viene trattata la Micronesia, allora è meglio ritirarsi dal Forum". Quattro membri del blocco della Micronesia – gli Stati Federati di Micronesia, Kiribati, le Isole Marshall e Nauru – hanno deciso di tenere un incontro virtuale per discutere se uscire dal Forum. L'Australia ha tentato di convincere le quattro nazioni delle isole del Pacifico a non ritirarsi, sebbene abbia indicato il desiderio di continuare a lavorare con il gruppo micronesiano se avesse scelto di ritirarsi dal Forum, ha sottolineato la necessità dell'unità del Pacifico. Il 9 febbraio 2021, i restanti stati della Micronesia - Stati Federati di Micronesia, Kiribati, Isole Marshall e Nauru - hanno deciso di lasciare il Forum. I leader micronesiani hanno rilasciato una dichiarazione per "esprimere collettivamente la loro grande delusione per il processo di nomina del Segretario generale del Forum delle Isole del Pacifico", con ogni stato che ha accettato congiuntamente di avviare formalmente il processo di ritiro dal Forum. Potrebbe volerci fino a un anno prima che i paesi lascino formalmente l'ente regionale. Il ministro degli Esteri australiano Marise Payne ha dichiarato che "continueremo a lavorare a stretto contatto con i membri del Forum del Pacifico".
Nel febbraio 2022 è stato annunciato che i cinque paesi della Micronesia avrebbero sospeso il processo di ritiro. Il presidente degli Stati Federati di Micronesia, David Panuelo, ha affermato che gli era stato detto che Henry Puna si sarebbe dimesso dalla carica di Segretario generale e che sarebbero state attuate altre riforme. Il segretariato del Forum delle Isole del Pacifico non ha confermato ufficialmente la partenza di Puna, dicendo solo che i colloqui erano in corso. Il presidente Whipps di Palau ha affermato che la pausa ha dato al Forum un'ultima possibilità di fare la cosa giusta. Ad aprile, è stato riferito che il presidente delle Isole Marshall, David Kabua, stava esortando altri leader micronesiani ad accettare diverse riforme proposte, ma a ritirare la loro richiesta di dimettersi dalla Puna.
Nel giugno 2022, i leader del Forum hanno raggiunto un accordo che vedrebbe Puna rimanere in carica e essere sostituito da un candidato micronesiano alla scadenza del suo mandato. La rotazione del Segretario generale tra Micronesia, Melanesia e Polinesia diventerebbe una caratteristica permanente del Forum e verrebbero creati due incarichi di vice segretario generale per le altre sottoregioni. Le Kiribati non hanno accettato l'accordo e il 9 luglio 2022 si sono ritirate dal Forum con effetto immediato. Il 30 gennaio 2023 le Kiribati ritornano a far parte del Forum.

## Politiche principali
La missione del Forum delle isole del Pacifico è “lavorare in supporto dei governi dei membri del Forum, per accrescere il benessere economico e sociale della popolazione del Sud Pacifico incoraggiando la cooperazione tra i governi e tra le agenzie internazionali, e rappresentando gli interessi dei membri del Forum nei modi concordati dal Forum stesso.

## Membri
Nel settembre 2011, i territori statunitensi della Samoa americana, di Guam e delle Isole Marianne Settentrionali hanno ottenuto lo status di osservatori nel Forum delle Isole del Pacifico,mentre nel settembre 2016 i territori francesi della Polinesia francese e della Nuova Caledonia hanno ottenuto la piena adesione. L'Isola di Pasqua (amministrata dal Cile) e le Hawaii (uno stato insulare degli Stati Uniti) hanno entrambe preso in considerazione l'idea di ottenere una rappresentanza. Le Kiribati si sono ritirate dal Forum dal 2022 a gennaio 2023.
| Stati Membri   | Stati Membri   | Stati Membri | Stati Membri       |
| -------------- | -------------- | ------------ | ------------------ |
| Australia      | Isole Cook     | Figi         | Polinesia Francese |
| Isole Marshall | Micronesia     | Nauru        | Nuova Caledonia    |
| Nuova Zelanda  | Niue           | Palau        | Papua Nuova Guinea |
| Samoa          | Isole Salomone | Tonga        | Tuvalu             |
| Vanuatu        | Kiribati       |              |                    |

| Membri associati |
| ---------------- |
| Tokelau          |

| Osservatori                                      | Osservatori             | Osservatori                   |
| ------------------------------------------------ | ----------------------- | ----------------------------- |
| Samoa Americane                                  | Guam                    | Isole Marianne Settentrionali |
| Timor Est                                        | Wallis e Futuna         | Nazioni Unite                 |
| Asian Development Bank                           | Commonwealth of Nations |                               |
| Western and Central Pacific Fisheries Commission | Banca Mondiale          |                               |

| Partener di dialogo/sviluppo | Partener di dialogo/sviluppo | Partener di dialogo/sviluppo | Partener di dialogo/sviluppo |
| ---------------------------- | ---------------------------- | ---------------------------- | ---------------------------- |
| Canada                       | Cina                         | Cuba                         | Unione Europea               |
| Francia                      | Germania                     | India                        | Indonesia                    |
| Italia                       | Giappone                     | Malesia                      | Filippine                    |
| Singapore                    | Corea del sud                | Spagna                       | Thailandia                   |
| Turchia                      | Regno Unito                  | Stati Uniti                  | Taiwan                       |

## Istituzioni e struttura legale

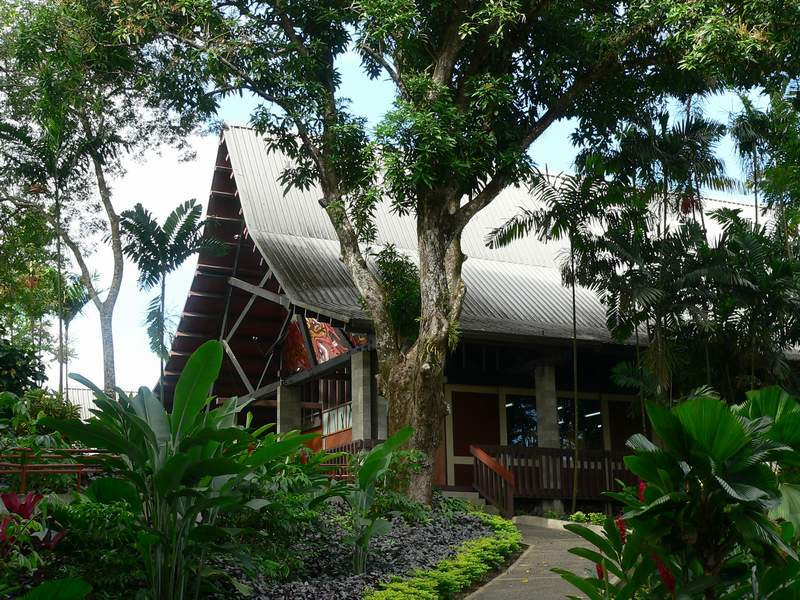
Segretariato, Suva.

Il Segretariato del Forum delle isole del Pacifico fu fondato inizialmente come un “ufficio commerciale” nel 1972 ed in seguito divenne l'Ufficio del sud Pacifico per la cooperazione economica (SPEC). Il nome Segretariato del Forum del sud Pacifico fu approvata dai governi membri nel 1988 e cambiò nome in Segretariato del Forum delle isole del Pacifico nel 2000.
Ci sono quattro divisioni nel Segretariato e ognuna di esse ha un diretto responsabile per una serie di programmi progettati per migliorare la capacità dei paesi membri del Forum e coordinare l'azione sulle questioni di interesse comune:
- sviluppo e politiche economiche
- commercio e investimenti
- affari politici, internazionali e legali
- servizi alle imprese

### Direttori dell'Ufficio del sud del Pacifico per la cooperazione economica
- Mahe Tupouniua (Tonga) novembre 1972 - 1980
- Gabriel Gris (Papua Nuova Guinea) 1980 - 1982
- John Sheppard (Australia) 1982 - gennaio 1983
- Mahe Tupouniua (Tonga) 1983 - 1986
- Henry Naisali (Tuvalu) 1986 - 1988

### Segretari generali
- Henry Naisali (Tuvalu) 1988 - 1992
- Ieremaia Tabai GCMG (Kiribati) 1992 - 1998
- Noel Levi (Papua Nuova Guinea) 1998 - 2004
- Greg Urwin (Australia) 2004 - maggio 2008 (ha rassegnato le dimissioni per problemi di salute)
- Feleti Teo (Tuvalu) maggio 2008 - agosto 2008
- Tuiloma Neroni Slade (Samoa) agosto 2008
- Meg Taylor (Papua Nuova Guinea) dicembre 2014 - maggio 2021
- Henry Puna (Isole Cook) maggio 2021 - in corso

## Accordo commerciale della regione del Pacifico
L'obiettivo dell'Accordo commerciale dei Paesi delle isole del Pacifico (PICTA, Pacific Island Countries Trade Agreement) è incrementare il commercio tra le nazioni del Pacifico.
L'Accordo commerciale preferenziale del Gruppo malese Punta di Lancia è un tentativo simile di cooperazione tra un sottoinsieme dei membri del PARTA.

## Lavori recenti
Una politica di “cieli aperti” è in realizzazione tra alcune delle nazioni del Forum. L'Accordo sui servizi aerei delle isole del Pacifico (Pacific Islands Air Services Agreement, PIASA) vuole favorire un maggiore accesso per le compagnie aeree negli paesi membri. I membri di questo accordo sono sei: le Isole Cook, Nauru, Niue, Samoa, Tonga e Vanuatu.

## Moneta comune
Ci sono stati degli inviti a creare una moneta comune nel Pacifico. Il governo australiano sostiene che il dollaro australiano possa diventare questa moneta comune, ma molte isole nazioni temono che questo possa portare ad una nuova era di colonialismo. Molti pensano che la moneta comune debba essere differente da quella australiana, neozelandese o statunitense, anche se molti paesi nel Pacifico usano già una di queste monete. Guam, le Isole Marianne Settentrionali, le Samoa americane, Palau, gli Stati Federati di Micronesia e le Isole Marshall usano attualmente il dollaro statunitense; Nauru, Kiribati e Tuvalu usano il dollaro australiano; Tokelau, le Isole Cook, Niue e le Isole Pitcairn usano il dollaro neozelandese. C'è anche una forte influenza europea nel Pacifico, i territori francesi di Nuova Caledonia, Wallis e Futuna e la Polinesia Francese usano il franco CFP.

## Prospettive future
C'è stata una chiamata, dentro la comunità d'affari dell'Australia e della Nuova Zelanda, per estendere il CER (Closer Economic Relations, Relazioni economiche strette) alle altre nazioni del Pacifico, in modo da creare un singolo mercato e permettere la libera circolazione delle persone e dei beni. Vedi Unione del Pacifico